# Любословие (Сливен)
Вижте пояснителната страница за други значения на Любословие.
„Любословие“ е списание, издавано в Сливен от 2007 г.
Има за цел да възкреси идеята на Константин Фотинов за „свободно“ българско литературно списание, но списвано от ученици. Издава се от литературен клуб „Любословие“, учреден в Гимназията с преподаване на западни езици „Захарий Стоянов“.
В него се публикуват най-добрите творби на учениците: есета, анализи, коментарни текстове, литературна критика. Всеки брой е свързан с изучаваните български автори по програмата за 10, 11 и 12 клас: Добри Чинтулов, Христо Ботев, Иван Вазов и т.н. Главен редактор на списанието е литературният критик, писателката Соня Келеведжиева, преподавател в ГПЗЕ.
Списание „Любословие“ работи активно с Община Сливен, както и с РБ „Сава Доброплодни“, читалище „Зора“ и др. През юни 2008 г. на списанието е присъдена наградата „Стоян Михайловски“ от националния ученически журналистически фестивал в Русе за бр. 2 („Вазовски лист“).